# Milan Records
Pour les articles homonymes, voir Milan (homonymie).
Milan Records (ou Milan Music) est un label musical américain créé en 1978. Domicilié à Los Angeles, il est surtout spécialisé en musique de film et, de façon secondaire, en musique électronique.